# Marcelo Michel Leaño
Marcelo Michel Leaño (* 14. Februar 1987 in Guadalajara, Jalisco) ist ein mexikanischer Fußballtrainer.

## Leben
Die Trainertätigkeit von Michel Leaño, der nie Profispieler war, begann 2003 bei den Tecos UAG, die zu jener Zeit von seinem Onkel José Antonio Leaño geleitet wurden.
Nach neun Jahren bei den Tecos wechselte Michel Leaño zum Stadtrivalen Club Deportivo Guadalajara, wo Johan Cruyff 2012 mit dem Aufbau eines Projektes betraut wurde.
Michel Leaño arbeitete in den Jahren 2012 und 2013 im Trainerstab des CD Guadalajara und wechselte anschließend in den Trainerstab des Mérida FC, wo er in den Jahren 2013 und 2014 tätig war. Danach kehrte er in seine Heimatstadt zurück und arbeitete in den Jahren 2014 und 2015 im Trainerstab des Club Universidad de Guadalajara. 2016 erhielt er ein Angebot zur Übernahme des Cheftrainerpostens beim inzwischen zum Venados FC umbenannten Verein aus Mérida, bei dem er 2 Jahre vorher bereits tätig war.
In der Clausura 2017 betreute er Deportivo Tepic und in der darauffolgenden Saison 2017/18 den Club Atlético Zacatepec.
Zu Beginn der Saison 2018/19 betreute Michel Leaño mit dem Club Necaxa erstmals einen Erstligisten und holte bereits 14 Tage nach Amtsantritt seinen ersten Titel als Trainer, als er mit den Necaxistas durch einen 1:0-Sieg gegen den CF Monterrey die Supercopa MX gewann.
Seit Dezember 2018 arbeitet er wieder für den Club Deportivo Guadalajara, bei dem er zunächst die Jugendabteilung leitete. Im August 2020 war er zwischen dem Weggang von Luis Fernando Tena und dem Amtsantritt von Víctor Manuel Vucetich erstmals für wenige Tage Interimstrainer der ersten Mannschaft, die er erneut seit dem 19. September 2021 in derselben Eigenschaft betreut. Seine zweite Amtszeit als Interimstrainer begann sogleich mit einem torlosen Súperclásico, bei dem er mit seiner Mannschaft am 25. September 2021 einen Punkt aus dem Aztekenstadion von Mexiko-Stadt seines Erzrivalen Club América entführte.